# Освальд, Эндрю
Эндрю Освальд (англ. Andrew J. Oswald; род. 27 ноября 1953) — британский экономист. Специалист в области прикладной экономики и количественной социальной науки. Доктор философии (1980), профессор Уорикского университета, почетный старший исследовательский феллоу оксфордского Манчестерского колледжа Харриса. Прежде являлся именным профессором в Дартмутском колледже, преподавал в Принстоне и Лондонской школе экономики. Перешел из последней в Уорикский университет в 1996 году. Почетный профессор Лондонского городского университета. Clarivate Citation Laureate.
Окончил Стирлингский университет (бакалавр экономики, 1975) и Университет Стратклайда (магистр экономики, 1976). Докторскую по экономике защитил в Наффилд-колледже Оксфорда. Она была посвящена математическим моделям поведения профсоюзов. В 1982 вышла его статья об этом в Economic Journal. Позже в том же десятилетии Э. Освальд занимался теоретическими аспектами трудовых договоров, насчет чего вышли его статьи в American Economic Review в 1986 году и в Quarterly Journal of Economics в 1984 году. Затем последовала череда эмпирических работ по рынкам труда, в частности в MIT Press в 1994 году издана его совместная с Д. Бланчфлауэром книга «Кривая заработной платы». В том же году они удостоятся за нее премии Ричарда Лестера за выдающиеся книги в области экономики труда и трудовых отношений. Его другие исследования по формированию заработной платы выходили в Quarterly Journal of Economics в 1992 и 1996 гг. Четвертым направлением исследований Освальда станет предпринимательство; его работа «What makes an entrepreneur?», вышедшая в Journal of Labor Economics в 1998, станет самой цитируемой работой всех времен в JOLE, а также стандартной ссылкой в курсах университетов и бизнес-школ. Его работа в Review of Economics and Statistics в 1998 отмечала прямую связь между безработицей и шоками цен на нефть. Последней тематикой исследований Э. Освальда становится экономика счастья.
Входит в совет редакторов журнала Science.